# Ctenophthalmus milenkovici
Ctenophthalmus milenkovici är en loppart som beskrevs av Brelih et Trilar 2000. Ctenophthalmus milenkovici ingår i släktet Ctenophthalmus och familjen mullvadsloppor. Inga underarter finns listade i Catalogue of Life.